# Lady Adela
Lady Adela Jaff ou Adela Khanem, appelée la princesse des braves par les Britanniques, est une dirigeante kurde de la tribu Jaff et l'une des premières femmes leaders célèbres de l'histoire du Kurdistan. La tribu Jaff est la plus grande tribu du Kurdistan et est originaire de la région du Zagros, divisée entre l'Iran et l'Irak. Adela Khanem appartenait à la célèbre famille aristocratique Sahibqeran, qui s'est mariée avec les chefs tribaux de Jaff. Dame Adela exerça une grande influence dans les affaires de la tribu Jaff dans la plaine de Sharazor. Les Britanniques lui ont donné le titre de « Lady » en raison de la restauration du commerce et du droit dans la région et ont réussi à sauver la vie de centaines de soldats britanniques,,.

## Écrits sur elle
Gertrude Bell, femme politique et écrivaine britannique, décrit Adela Khanem dans une lettre de 1921 comme suit : « La caractéristique de Halabja est 'Adlah Khanum, la grande dame de Jaff Beg Zadah, mère d'Ahmad Beg. Elle est la veuve du roi kurde Osman Pacha Jaff. , parfois morte, et continue de diriger le Jaff autant qu'elle le peut et d'intriguer plus que vous ne le pensez, et se comporte généralement comme les grandes dames kurdes se comportent. Elle m'a souvent écrit, pensant, je n'en doute pas, que nous devons être comme une plume, et je me suis empressé de lui rendre visite après le déjeuner. Elle est frappante dans ses magnifiques vêtements kurdes avec des boucles noires de jais (teintes, je suppose) qui tombent sur ses joues peintes sous son énorme coiffe. Nous avons continué en persan, un entretien très élogieux au cours duquel j'ai réussi à leur dire combien "l'Irak se portait bien sous Fayçal et à les assurer que tout ce que nous souhaitions était que nos deux enfants," l'Irak et le Kurdistan, vivent dans la paix et l'amitié les uns avec les autres". Vladimir Minorsky a rapporté sa rencontre avec Lady Adela dans la région de Halabja en 1913.
Le major Soane a écrit à son sujet dans son livre To Mesopotamia and Kurdistan in Disguise : « une femme unique dans l'Islam, par le pouvoir qu'elle possède et l'efficacité avec laquelle elle utilise les armes entre ses mains. L'Empire turc, qui dépérit et rétrograde, est un petit endroit qui, sous la direction d'une femme kurde, est passé d'un village à une ville, et un flanc de colline, autrefois stérile, maintenant parsemé de jardins ; et ceux-ci sont en une mesure de rénovation de l'état ancien de ces pièces.